# Wilhelm Eisner-Bubna

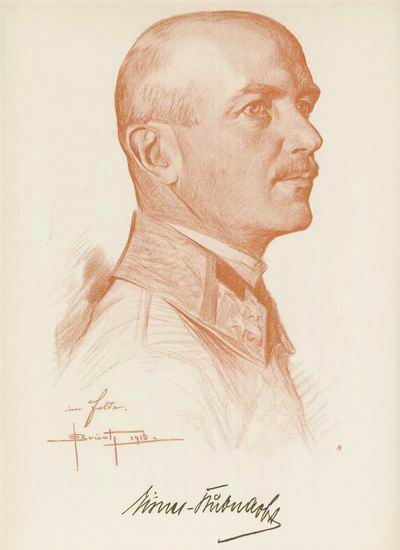
Oberst Wilhelm Eisner-Bubna 1915 (Zeichnung: Oskar Brüch)

Wilhelm Eisner-Bubna (* 3. Juli 1875 in Linz; † 18. September 1926 in Frankfurt an der Oder) war ein österreichischer Offizier und Leiter des k.u.k. Kriegspressequartiers.

## Leben

### Junge Jahre und militärische Karriere bis 1914
Eisner-Bubna wurde, damals nur Eisner, als Sohn eines k.k. Linienschiffsfähnrichs am 3. Juli 1875 in Linz geboren. Er besuchte zuerst die Militärunterrealschule in Eisenstadt gefolgt von der Militäroberrealschule in Mährisch Weißkirchen. Die Theresianische Militärakademie schloss er 1895 mit „Sehr Gutem Erfolg“ ab und wurde danach als Leutnant der k.u.k Armee zum Feldjägerbataillon Nr. 30 in Brody berufen wo er von 1895 bis 1898 diente. Von 1898 bis 1900 besuchte er die k.u.k. Kriegsschule in Wien, die er mit „vorzüglichem Erfolg“ absolvierte. 1899 erfolgte die Beförderung zum Oberleutnant.
Nach Abschluss der k.u.k Kriegsschule diente Wilhelm Eisner von 1900 bis 1901 als Offizier im Generalstab der 6. k.u.k Infanteriebrigade in Salzburg. 1901 wurde er zur 6. k.u.k. Gebirgsbrigade in Bilek beordert, wo er bis Ende 1902 seinen Dienst als Offizier des Generalstabs verrichtete. Nach der Beförderung zum Hauptmann wurde er 1902 zum k.u.k. Feldjägerbataillon Nr. 2. in Königgrätz versetzt, wo er bis 1905 stationiert blieb. Im Jahr 1904 wurde Wilhelm Eisner von einer Gräfin Bubna adoptiert wonach er seinen Namen im selben Jahr auf Wilhelm Eisner-Bubna ändern ließ. Eheschließung 1905, nach einer kurzen Dienstzeit im selben Jahr in Lienz wechselte er Ende des Jahres in das Generalstabskorps in Wien, wo er bis 1908 seinen Dienst bei der Mobilisierungsgruppe des 3. Zugkommandos verrichtete.
Von 1908 bis 1909 war er als Offizier im Präsidialbüro des Ministeriums für Landesverteidigung in Wien tätig. Im Jahr 1909 bestand er die Prüfung zum Major mit „sehr gutem Erfolg“ und wurde Vertreter des Präsidialbüros und Berichterstatter bei großen Manövern in Mähren. Im Jahr 1911 erfüllte er eine leitende Rolle bei der Einrichtung der neuen Lokalitäten des militärwissenschaftlichen Vereins in Graz, welchen er bis 1912 leitete und erhielt dafür vom k.u.k 3. Korpskommando eine Belobigung für seine Verdienste. Von 1912 bis 1914 war er Flügeladjutant des Armeeinspektors GdK. Rudolf Ritter von Brudermann.
Wilhelm Eisner-Bubna wurde von seinen Vorgesetzten als sportlicher Mann beschrieben. Neben Wandern und Radfahren war er ein begabter Fechter. Wie andere Offiziere seiner Zeit hatte er auch ein Interesse für das junge Medium der Fotografie und betätigte sich selbst als Fotograf. Durch seine umfassenden Tätigkeiten und häufigen Ortswechsel kannte er viele Länder und Sprachen. Neben Deutsch beherrschte er auch Böhmisch, Polnisch, Italienisch und Französisch in Wort und Schrift und hatte grundlegende Sprachkenntnisse in Russisch.
Er wurde oft als sehr initiativ und lebhaft beschrieben, mit einem Talent zum Verbindungswesen. Generalmajor Carl Scotti beschrieb Eisner-Bubna in einem Vormerkbogen während seiner Zeit im Generalstab des 7. Korps wie folgt: „Hochintelligenter, ungemein lebhafter und temperamentvoller Mensch, der gerne viel und deshalb nicht immer überlegt spricht und schreibt. Neigt auch gerne zur Überschätzung der eigenen Leistungen. Dabei zweifellos ein guter, schneidiger Soldat mit viel glücklichem Optimismus.“

### Kriegsjahre 1914–1918
Von 1914 bis 1916 verrichtete Wilhelm Eisner-Bubna seinen Dienst als Chef des Generalstabs des VII. Korps unter Erzherzog Josef. In dieser Rolle war er an allen Gefechten in den Karpaten, auf den Plöcken, im Karnischen Kamm und an drei der Isonzoschlachten beteiligt. Im Oktober 1916 wurde der im selben Jahr zum Oberst beförderte Eisner-Bubna in das k.u.k. Kriegspressequartier in Wien berufen.

#### k.u.k. Kriegspressequartier
Anfangs noch Generalmajor Maximilian von Hoen zur Seite gestellt, wurde Wilhelm Eisner-Bubna im Frühjahr 1917 Leiter des Kriegspressequartiers. Am 15. März 1917 wurde von Hoen von Kaiser Karl, der altgediente Funktionäre ersetzen wollte, des Kommandos über das Kriegspressequartier enthoben und übergab Eisner-Bubna die Führung des KPQ.
Da er die Meinung vertrat, die Redakteure des KPQ sollten über selbst Erlebtes berichten, wollte Eisner-Bubna zu Beginn seiner Amtszeit den Großteil an die Front schicken. In diese Anfangszeit fiel auch eine Musterung, welche auf „Allerhöchsten Befehl“ angeordnet worden war. Die zu diesem Zweck berufene Kommission befand nahezu alle der für das KPQ tätigen Kriegsberichterstatter, Maler und Fotografen für tauglich, weshalb diese ihrer militärischen Pflicht nachkommen sollten. In Retrospektive über diese überraschende Musterung schrieb der Kriegsberichterstatter Richard A. Bermann in seiner Autobiografie nach dem Krieg: „Waren also nur Drückeberger beim K.P.Q.? […] Viele waren zu alt oder auch gesundheitlich nicht in der Lage, hätten es nicht nötig gehabt, ins Trommelfeuer zu laufen, taten es aber doch. Man hat bei uns zeitweise getan, als hätte das Kriegspressequartier den Krieg angezettelt, geführt und verloren.“
Doch nach einigen Monaten sei Eisner-Bubna laut Carl Hannes Strobl zum „Zeitungsmenschen“ geworden. Der ehemalige Adjutant von Generalmajor v. Hoen, Karl Lustig-Prean, behielt seine Position auch unter Oberst Eisner-Bubna doch sah er die Entwicklung des KPQ nicht gänzlich positiv. Seiner Meinung nach verwandelte sich das KPQ von einem „Kriegsberichterstatterquartier in ein Kriegspresseamt, eine Meinungsfabrik mit 10 Abteilungen, von Stabsoffizieren geleitet, beschäftigte es 1000 Mann.“ Doch der Erfolg gab Oberst Eisner-Bubna, dem ein besonderes organisatorisches Talent nachgesagt wurde, in seiner Handlung recht und das KPQ erreichte unter seiner Führung rasch eine nie dagewesene Produktivität. Fotografien, Zeichnungen, Ansichtskarten, Kalender, für Propagandazwecke entworfene Spielkarten, Liederbücher, Flugblätter wurden von einer Vielzahl an Malern, Musikern, Fotografen, Bühnenkünstlern und Schriftstellern produziert. Die Anzahl und Aufgabe der tatsächlichen Kriegsberichterstattung trat unter seiner Führung in den Hintergrund. Eisner-Bubna war seiner Zeit auch mit dem Wunsch voraus, das KPQ in ein Informations- und Propagandaministerium umzugestalten, doch dieser Plan konnte durch das Ende des Krieges nicht mehr realisiert werden.

### Nachkriegsjahre
Per Verordnungsblatt 46. wurde Oberst Wilhelm Eisner-Bubna am 1. April 1919 in den Ruhestand übersetzt. Der k.u.k. Generalstabsoffizier, Historiker und spätere Nationalsozialist Edmund Glaises von Horstenau schrieb später über den Verbleib von Wilhelm Eisner-Bubna in den Jahren nach dem Krieg: „Mit vollen Segeln schiffte er nach 1918 in die revolutionären Geschäftsmöglichkeiten hinein. Aber er war viel zu sehr Faiseur, um den Strauß zu bestehen […]“. Am 18. September 1926 beging Oberst Eisner-Bubna Suizid. Nahe Frankfurt an der Oder stürzte er sich in den Fluss, nachdem er sich in die Brust geschossen hatte.

## Auszeichnungen
- Militärverdienstmedaille am roten Bande (verliehen am 15. März 1908)
- Militärverdienstkreuz (verliehen am 6. Oktober 1910)
- Militärverdienstkreuz mit der Kriegsdekoration 3. Klasse (verliehen am 14. April 1916)
- Bronzene Militärverdienstmedaille am Bande des Militärverdienstkreuzes mit den Schwertern (verliehen am 18. Februar 1917)
- Komturkreuz mit dem Sterne des Franz Joseph-Ordens mit der Kriegsdekoration (verliehen am 9. Jänner 1918)
- Kaiserlich Ottomanische Kriegsmedaille am roten Bande (verliehen am 3. Februar 1918)